# Metodo dell'itinerario del carico
Il metodo dell'itinerario del carico (load path method, LPM) è un metodo utilizzato come mezzo di indagine del comportamento di una struttura di calcestruzzo armato in fase plastica (fase II o fessurata) propedeutico al disegno del traliccio equivalente o modello tirante e puntone.
Con questo metodo, sviluppato da J. Schlaich per facilitare il tracciamento del traliccio equivalente, si uniscono le forze applicate sul contorno di una regione di discontinuità con percorsi di carico ad andamento prettamente curvilineo.

## Storia
Il LPM è stato introdotto da J. Schlaich e K. Schafer della scuola di Stoccarda come mezzo di indagine del comportamento strutturale nella fase che precede il disegno dello STM.
Tale metodo è stato presentato per la prima volta durante un workshop tenutosi a Taiwan nel 1996 e successivamente sviluppato da AA.VV.

## Concetti base
Il percorso di carico rappresenta la linea lungo la quale una data forza F applicata sul contorno di una regione di discontinuità, o una sua componente (verticale o orizzontale) nel caso di carico inclinato, viene trasmessa attraverso la struttura dal suo punto di applicazione, che in letteratura viene indicato con la lettera S (start), ad un punto terminale (ad esempio un vincolo) indicato con la lettera E (end).

Ogni percorso fa capo a due forze situate sui lati opposti della regione di discontinuità e ha, in corrispondenza dei punti di applicazione di queste, la loro stessa direzione (il percorso nei punti S ed E è tangente alla direzione delle forze).

Esistono però percorsi particolari che iniziano e terminano dallo stesso lato di partenza, in questo caso il percorso di carico è detto U turn.

La teoria presuppone un inizio start e una 'uscita' end. L'ing. Antonio Cirillo nel 2018 ha perfezionato la teoria reimpostando il problema. La nuova teoria, inclusa nel volume Calcolo cemento armato della Hoepli, dicesi MCM Multistart Chains Method. In tale visione la struttura viene perturbata da tre tipi di start: start up (azione), start down (reazioni) e start in (pesi propri); gli start impongono alla struttura uno stato di coazione, con 'catene' compresse, in generale curve e tese. La struttura risulta internamente analizzabile con catene interne che trasmettono l'energia in compressione, con le catene prossime alla superficie più instabili. Si ipotizza la crisi nelle catene compresse laterali, che cedono per instabilità. Questo tipo di percorso a U avviene quando non tutti i carichi agenti su una faccia sono equilibrati da azioni agenti su quella opposta, pertanto questi carichi si devono autoequilibrare.

La generica forza F associata ad un percorso di carico viene denominata carico itinerante.

Per definizione di percorso di carico è evidente che la forza F (intesa come vettore) deve rimanere costante lungo il proprio itinerario all'interno della struttura.

Eventuali azioni distribuite vengono opportunamente schematizzate, suddividendole in più forze concentrate, per facilitare il disegno del percorso di carico.

## Evoluzione delle strutture
La configurazione di una struttura in calcestruzzo armato sottoposta ad un carico crescente è oggetto di una serie di trasformazioni fisiche del corpo strutturale.

Questa evoluzione può essere comunque ricondotta ad un numero discreto di configurazione detti stati, caratterizzati da particolari trasformazioni.

Pertanto l'analisi del comportamento di una struttura può essere ricondotto al solo studio delle seguenti configurazioni.
- stato I - calcestruzzo non fessurato e armature non collaboranti;
- stato II - calcestruzzo fessurato, con quadro fessurativo stabilizzato, - armature collaboranti;
- stato limite ultimo o stato di collasso in cui si raggiunge la crisi del conglomerato e/o delle armature.

Poiché ogni cambio di configurazione è accompagnato da una trasformazione fisica del corpo strutturale, i carichi sono costretti ad abbandonare i precedenti itinerari, divenuti meno rigidi o addirittura completamente compromessi a seguito di dette trasformazioni, individuando nuovi percorsi tali da consentire un minor dispendio in termini di energia di deformazione. 

Pertanto il modello tirante e puntone costruito nell'ipotesi di struttura non fessurata (i percorsi di carico corrispondono con le linee isostatiche) non può mai coincidere con quello allo stato limite ultimo.

## Il disegno dello STM con il LPM
Lo strut and tie model (STM) è un particolare modello, che consente l'analisi del comportamento delle strutture, formato dall'organizzazione di elementi lineari ad asse rettilineo; tutti i nodi sono sconnessi alla rotazione e tutte le azioni esterne e le reazioni vincolari sono costituite da forze applicate ai soli nodi.

Di conseguenza tutte le aste del modello possono essere soggette esclusivamente a sforzo normale di compressione (puntone: strut) o di trazione (tirante: tie).

Affinché il modello STM descriva in maniera soddisfacente il reale comportamento di una struttura è necessario che questo aderisca adeguatamente alla effettiva configurazione del corpo strutturale.

Pertanto è necessario che lo STM riproduca, fra l'altro, l'elevata iperstaticità interna di cui una struttura è quasi sempre dotata.

Ritenendo valido il principio di sovrapposizione degli effetti, un sistema complesso può essere studiato come somma di un certo numero di sistemi più semplici.

Pertanto, con adeguato controllo di compatibilità, è possibile conseguire risultati soddisfacenti modellando la struttura come somma di singoli STM isostatici di più immediata interpretazione.

In questo modo, rispetto ai modelli più complessi formati con elementi finiti, l'analisi numerica risulta più semplificata ma di contro è fondamentale la qualità del disegno del modello (inclinazione e lunghezza delle aste, ecc.).

Riveste dunque particolare importanza la ricerca di strumenti idonei che rendano meno empirico il disegno della geometria del modello.

Il load path method è un mezzo di indagine del comportamento strutturale che può risultare efficace nella fase che precede il disegno dello STM.

Il metodo consiste nel tracciare all'interno della struttura, una serie di linee generalmente ad andamento curvilineo, che rappresentano il percorso delle azioni dovute ai carichi agenti sulla struttura stessa, ognuno dei quali è caratterizzato, in corrispondenza delle due estremità (stazione di partenza S e stazione di arrivo E) da due forze, la prima sollecitante e la seconda reattiva, di uguale intensità e direzione ma verso contrario.

Nel disegnare questi percorsi occorre evitare intersezioni ed è necessario seguire la via più breve.

Gli itinerari curvilinei successivamente devono essere opportunamente sostituiti da linee poligonali adeguatamente aderenti al profilo curvilineo.

In corrispondenza dei vertici della poligonale, la quale come già accennato rappresenta il percorso del carico itinerante F all'interno della struttura, per garantire l'equilibrio del nodo in direzione trasversale ad F  si deve generare una forza, denominata in letteratura spinta H, che deve essere perpendicolare a F per garantire la sua costanza lungo il percorso.

Cioè F, per poter cambiare direzione, deve imprimere alla struttura adiacente la spinta H , ricevendo dalla struttura una controspinta che deve essere uguale e opposta affinché l'equilibrio nel nodo venga rispettato.

Poiché il carico itinerante F resta costante lungo il proprio itinerario all'interno della struttura, l'entità della generica spinta Hi deve essere tale che il vettore risultante Ni (detto carico inclinato) risulti parallelo all'i-esimo tratto della poligonale, pertanto tanto più il percorso è inclinato rispetto alla direzione di F tanto più grande è la spinta esercitata.

Pertanto un carico itinerante non potrà mai percorrere la struttura con un percorso trasversale alla sua direzione perché questa situazione estrema implicherebbe l'insorgere di una spinta infinita.

Nel caso di F verticale risulta:
- tg αi = F/Hi inclinazione del tratto i-esimo;
- Ni = F/sen αi

La generica spinta H si comporta come una forza esterna la quale a sua volta interessa la struttura con un altro percorso che si deve andare ad equilibrare con un'altra spinta H prodotta in un altro nodo o con un eventuale carico esterno applicato alla struttura.

Pertanto si possono individuare due tipologie di itinerari:
- gli itinerari dei carichi
- gli itinerari delle spinte.

Si possono inoltre individuare due elementi fondamentali:
- il tratto rettilineo lungo cui agisce il vettore-forza N che porta la forza itinerante F;
- il nodo dove si concentrano le spinte H.

Individuati i percorsi di carico, al fine di disegnare il traliccio equivalente della struttura esaminata, ogni tratto continuo della poligonale viene sostituito con un tirante mentre per ogni tratto tratteggiato con un puntone.

In corrispondenza dei nodi di deviazione, lungo i percorsi delle spinte, vengono aggiunte ulteriori aste (tese nei tratti continui o compresse nei tratti tratteggiati) tali da garantire l'equilibrio dei nodi anche in direzione trasversale, ottenendo così il traliccio isostatico alla base del calcolo con il metodo strut and tie.

Le aste tese rappresentano le armature quelle compresse le bielle di calcestruzzo compresso.

## Convenzioni e simboli
- i tratti compressi vengono disegnati tratteggiati mentre quelli tesi a linea continua;
- in generale un itinerario è di compressione quando il verso del percorso di carico è concorde con quello del vettore N (N percorre itinerario avanzando), mentre è di trazione quando N ha verso discorde (N percorre l'itinerario retrocedendo) . Nel campo gravitazionale - carichi verticali diretti verso il basso e spinte orizzontali - ad esempio i percorsi di compressione sono in discesa (linee tratteggiate) e quelli di trazione sono in risalita (linee continue);
- per distinguere la spinta impressa dalla controspinta, la prima viene rappresentata con una freccia a segmenti cioè con il seguente graficismo: tre segmenti (|||) ortogonali alla direzione di spinta (>), mentre la contro spinta con la classica freccia a tratto continuo, simbolo del vettore →;
- lungo il percorso di tanto in tanto è opportuno rappresentare il carico F che vi transita con una freccia, che conviene sia tratteggiata per distinguerla dai simboli rappresentativi delle forze effettivamente applicate rappresentate con frecce a linea continua;
- conviene indicare con la sola punta di una freccia (>) il verso di percorrenza dell'itinerario.

## Ottimizzazione con criteri energetici
All'interno di un corpo strutturale si possono identificare diversi possibili (equilibrati) itinerari che hanno tutti in comune la stessa stazione di partenza e di arrivo.
Tra gli infiniti percorsi equilibrati disponibili, uno solo risulta anche congruente.
Per risolvere questa iperstaticità interna Schlaich e Schafer hanno proposto un criterio basato sul concetto di minimo di energia di deformazione.
Infatti tra gli infiniti percorsi equilibrati il carico opterà inevitabilmente per l'unico anche congruente, conformemente con il principio di unicità della soluzione, che corrisponde con quello che richiede il minimo possibile investimento in termini di energia di deformazione che quindi rappresenta l'unica equilibrata e congruente.
A questa configurazione corrisponde il minimo assestamento della struttura, ovvero la minima trasformazione dell'energia potenziale dei carichi in energia di deformazione.
Infatti i carichi agenti vengono "attratti" maggiormente dalle zone più rigide della struttura che sono anche le meno deformabili, pertanto i relativi percorsi sono a minore investimento in termini di energia di deformazione. Le parti strutturali più rigide ma meno resistenti sono le più pericolose perché attraggono più carico ma non hanno l'ideona capacità di resistere a questi. 
Lungo il generico percorso (generalmente poligonale) il calcolo dell'energia di deformazione (D) risulta uguale alla somma relativa ad ogni tratto della poligonale:
- D = 1/2∑(Ni liεi)= min

dove:
- Ni è l'intensità del vettore che interessa il tratto i-esimo;
- li è la lunghezza del tratto i-esimo;
- εi è la deformazione del tratto i-esimo.

All'unica configurazione equilibrata e congruente corrisponde pertanto l'assestamento minimo della struttura e cioè il minimo quantitativo di energia di posizione dei carichi da trasformare in energia di deformazione.

## Riferimenti normativi
L'Eurocodice 2 recepisce il LPM quale mezzo per lo sviluppo di idonei modelli tirante e puntone per l'analisi plastica delle strutture in calcestruzzo.